# Уошара
Округ Уошара (англ. Waushara County) располагается в штате Висконсин, США. Официально образован в 1851 году. По состоянию на 2010 год, численность населения составляла 24 496 человек.

## География
По данным Бюро переписи США, общая площадь округа равняется 1649,832 км2, из которых 1621,342 км2 суша и 28,490 км2 или 1,800 % это водоёмы.

## Население
По данным переписи населения 2000 года в округе проживает 23 154 жителей в составе 9 336 домашних хозяйств и 6 581 семей. Плотность населения составляет 14,00 человек на км2. На территории округа насчитывается 13 667 жилых строений, при плотности застройки около 8,00-ми строений на км2. Расовый состав населения: белые — 96,80 %, афроамериканцы — 0,27 %, коренные американцы (индейцы) — 0,31 %, азиаты — 0,35 %, гавайцы — 0,03 %, представители других рас — 1,36 %, представители двух или более рас — 0,89 %. Испаноязычные составляли 3,66 % населения независимо от расы.
В составе 27,60 % из общего числа домашних хозяйств проживают дети в возрасте до 18 лет, 60,00 % домашних хозяйств представляют собой супружеские пары проживающие вместе, 6,70 % домашних хозяйств представляют собой одиноких женщин без супруга, 29,50 % домашних хозяйств не имеют отношения к семьям, 24,90 % домашних хозяйств состоят из одного человека, 11,90 % домашних хозяйств состоят из престарелых (65 лет и старше), проживающих в одиночестве. Средний размер домашнего хозяйства составляет 2,43 человека, и средний размер семьи 2,89 человека.
Возрастной состав округа: 23,50 % моложе 18 лет, 6,00 % от 18 до 24, 24,90 % от 25 до 44, 26,30 % от 45 до 64 и 26,30 % от 65 и старше. Средний возраст жителя округа 42 лет. На каждые 100 женщин приходится 101,60 мужчин. На каждые 100 женщин старше 18 лет приходится 98,80 мужчин.